# Fusciludia disjuncta
Fusciludia disjuncta är en tvåvingeart som först beskrevs av Hardy 1973.  Fusciludia disjuncta ingår i släktet Fusciludia och familjen borrflugor.
Artens utbredningsområde är Vietnam. Inga underarter finns listade i Catalogue of Life.